# Kim Lammers
Kim Lammers (Amsterdam, 21 april 1981) is een voormalig hockeyinternational uit Nederland. Zij speelde tot 14 juni 2014 200 officiële interlands en scoorde 124 doelpunten voor de Nederlandse vrouwenploeg.
Lammers debuteerde op 14 mei 2002 in het Nederlands team tijdens een met 5-1 gewonnen oefeninterland tegen Duitsland in Breda. In deze wedstrijd maakte ze zelf twee doelpunten. Aan de zijde van collega-spitsen als Mijntje Donners en Sylvia Karres hield ze de kwantiteit van doelpunten maken gedurende jaren vol. Zowel op het wereldkampioenschap 2006, de Champions Trophy 2007 als het Europees kampioenschap 2007 eindigde Lammers als tweede op de topscorerslijst.
In de nationale Hoofdklasse wist Lammers in het seizoen 2006/2007, na herstel van een schouderblessure en ondanks een voetblessure, de afscheidnemende Donners van een laatste topscorerstitel te weerhouden. In 2004, 2005 en 2006 eindigde Lammers als tweede op de topscorerslijst. Ze was tot oktober 2015 topscorer aller tijden van de Hoofdklasse, tot Maartje Paumen haar passeerde.
Op 28 oktober 2007 scheurde Lammers een kruisband in haar knie af. Ondanks dat het herstel van deze zware blessure spoedig verliep, nam bondscoach Marc Lammers op 7 mei 2008 haar niet op in de selectie voor de Champions Trophy 2008 en miste ze de Olympische Zomerspelen 2008. Ze werd in 2012 wel geselecteerd voor de Olympische Zomerspelen 2012 en werd daar met Nederland olympisch kampioen.
Lammers kwam in de Nederlandse hockeyhoofdklasse alleen uit voor Laren. In de jeugd speelde ze bij de Huizer Hockey Club. In de zomer van 1999 kwam ze over naar Laren.
Lammers heeft een tweelingbroer. Ze is niet verwant met bondscoach Marc Lammers. Op 1 april 2011 trad Lammers in het huwelijk met haar vriendin.
Lammers beëindigde op 14 juni 2014 haar carrière bij de Nederlands vrouwenhockeyploeg na het spelen van de finale van het WK hockey 2014 in Den Haag. Deze wedstrijd was haar tweehonderdste interland. Ze maakte hierin het tweede doelpunt voor Nederland.
In 2015 deed Lammers mee aan Expeditie Robinson. De spits speelde haar laatste wedstrijd als tophockeyster op 30 april 2016, toen haar club Laren in de halve finale van de play-offs met 3-1 verloor van HC Den Bosch. In 2019 deed ze mee aan The Big Escape en viel als 2e af. Ze kwam terug in de Horror Escaperoom van aflevering 3.
In 2021 was Lammers te zien als kandidaat in het RTL 4-televisieprogramma De Verraders. Lammers verliet als zevende het spel, doordat ze vermoord werd door de verraders.
Sinds 2021 presenteert Lammers een sportprogramma op BNR Nieuwsradio, genaamd BNR Sport. Dit presenteert ze samen met journalist Anne-Greet Haars.  

## Belangrijkste prestaties
Topscorer van de Nederlandse Hoofdklasse in het seizoen 2006/2007.
- Champions Throphy hockey vrouwen (2012) te Rossario (Argentinië)
- Europees Kampioenschap hockey vrouwen (2011) te Mönchengladbach (Duitsland)
- Champions Throphy hockey vrouwen (2011) te Amstelveen (Nederland)
- WK hockey 2002 te Perth (Australië)
- EK hockey 2003 te Barcelona (Spanje)
- Champions Trophy 2004 te Rosario (Argentinië)
- Europa Cup II met Laren in 2004
- EK hockey 2005 te Dublin (Ierland)
- Champions Trophy 2005 te Canberra (Australië)
- WK hockey 2006 te Madrid (Spanje)
- Champions Trophy 2007 te Quilmes (Argentinië)
- EK hockey 2007 te Manchester (Groot-Brittannië)
- Champions Trophy 2009 te Sydney (Australië)
- EK hockey 2009 te Amstelveen (Nederland)
- WK hockey 2010 te Rosario (Arg)
- Olympische Spelen 2012 te Londen (Groot-Brittannië)
- WK hockey 2014 te Den Haag (Ned)

## Score statistiek
| Seizoen | Club  | Land             | Competitiedoelpunten | Klassering |
| ------- | ----- | ---------------- | -------------------- | ---------- |
| 1999/00 | Laren | Rabo Hoofdklasse | 3                    | 45         |
| 2000/01 | Laren | Rabo Hoofdklasse | 21                   | 2          |
| 2001/02 | Laren | Rabo Hoofdklasse | 18                   | 4          |
| 2002/03 | Laren | Rabo Hoofdklasse | 12                   | 5          |
| 2003/04 | Laren | Rabo Hoofdklasse | 31                   | 2          |
| 2004/05 | Laren | Rabo Hoofdklasse | 31                   | 2          |
| 2005/06 | Laren | Rabo Hoofdklasse | 23                   | 2          |
| 2006/07 | Laren | Rabo Hoofdklasse | 34                   | 1          |
| 2007/08 | Laren | Rabo Hoofdklasse | 5                    | 13         |

Marilyn Agliotti · 
Naomi van As · 
Merel de Blaey · 
Carlien Dirkse van den Heuvel · 
Margot van Geffen · 
Maartje Goderie · 
Eva de Goede · 
Ellen Hoog · 
Kelly Jonker · 
Kim Lammers · 
Caia van Maasakker · 
Kitty van Male · 
Maartje Paumen · 
Sophie Polkamp · 
Joyce Sombroek · 
Lidewij Welten ·
Coach: Max Caldas